# Polihierax
Genre
Polihierax est un genre d'oiseaux de la famille des Falconidae.

## Liste d'espèces
Selon la classification de référence du Congrès ornithologique international (version 14.1, 2023) :
- Polihierax semitorquatus (A. Smith, 1836) – Fauconnet d'Afrique